# Liste von Apothekenmuseen
Die Liste von Apothekenmuseen enthält museale Einrichtungen zum Themenbereich Apotheke. Die aufgeführten Museen sind entweder allgemeine pharmaziehistorische Sammlungen oder Rekonstruktionen historischer Apotheken, diese wiederum entweder am Original-Standort oder an einen anderen, musealen Standort versetzt. Einige Museen sind beides zugleich (also allgemeine pharmaziehistorische Sammlung präsentiert in historischem Apothekengebäude).

## Museen nach Land

### Belgien
- Apothekenmuseum Maaseik, Maaseik

### Deutschland
- Adler-Apotheke Aachen, Rekonstrukt im Couven-Museum, Aachen
- Thüringer Apothekenmuseum, Inventar aus ehemaliger Löwen-Apotheke Eschwege, im Haus Rosenthal in Bad Langensalza
- Engel-Apotheke Bad Mergentheim, barocke Offizin im Deutschordensmuseum, Bad Mergentheim
- Adler-Apotheke Bad Schwalbach, Offizin und Inventar im Kur-Stadt-Apothekenmuseum, Bad Schwalbach
- Fränkische Kräuterapotheke, im Fränkischen Freilandmuseum, Bad Windsheim
- Apotheken-Museum Bad Münstereifel, ehemalige Schwanen-Apotheke, Bad Münstereifel (vorübergehend geschlossen wegen Hochwasserschäden im Juli 2021)
- Apothekenmuseum Blankenhain, ehemalige großherzoglich sächsisch privilegierte Stadt-Apotheke Blankenhain
- Museum Arzney-Küche, Sammlung von Labor-Geräten, Bönnigheim
- Alte Landapotheke Burg im Ditmarsium, Burg (Dithmarschen)
- Brandenburgisches Apothekenmuseum, in ehemaliger Löwen-Apotheke, Cottbus
- Merck-Museum, Darmstadt
- Apothekenmuseum Dußlingen, historisches Inventar aus noch aktiver Brücken-Apotheke in restauriertem Bauernhaus in Dußlingen
- Apotheken-Museum Dortmund, Sammlung Ausbüttel (Betreiberfamilie der Adler Apotheke (Dortmund))
- Museum Reichsadler-Apotheke Essen, Rellinghausen
- Hofapotheke Freising, Museumsraum und Kräuterkammer neben noch aktiver Apotheke, auf Anfrage zugänglich
- Liebig-Museum, Gießen
- Alte Stadt-Apotheke Gochsheim, am Original-Standort des früheren Mentzinger Hofs, Gochsheim (Kraichtal)
- Apothekenmuseum Halberstadt, pharmaziehistorische Sammlung innerhalb des Städtischen Museums Halberstadt
- Lauenburger Raths-Apotheke im Altonaer Museum, Hamburg-Altona
- Apothekenmuseum Harzgerode, im Turm der evangelischen Kirche St. Marien, Harzgerode
- Deutsches Apotheken-Museum, Heidelberg
- Apothekenmuseum Hofgeismar, Hofgeismar
- Medizin- und Pharmaziehistorische Sammlung der Universität Kiel, Kiel
- Sächsisches Apothekenmuseum Leipzig, Leipzig
- Alte Raths-Apotheke Lüneburg, historische Kräuterkammer aus Gründungszeit um 1600 und Inventar, Museumsräume oberhalb aktiver Apotheke
- Apothekenmuseum Marktheidenfeld, ehemalige Obertor-Apotheke, Marktheidenfeld
- Apothekenmuseum Miltenberg, in ehemaliger Stadtapotheke „Zum Einhorn“, Miltenberg am Main
- Historische Apotheke Lunden im Freilichtmuseum Molfsee – Landesmuseum für Volkskunde bei Kiel
- Historische Apotheke Deutsches Museum, Rekonstrukt, unter anderem mit Gefäßen aus dem Kloster Sankt Emmeram, Regensburg, im Deutschen Museum, München
- Hofapotheke in der Residenz, Offizin von 1919 nach Auflösung des früheren Apothekenstocks der Wittelsbacher in der Münchner Residenz, noch aktive Apotheke, Schau-Raum daher nicht allgemein öffentlich zugänglich
- Apothekenmuseum Naumburg, in noch aktiver Löwen-Apotheke Naumburg (Saale)
- Apothekarium, in ehemaliger Hubertus-Apotheke Neubiberg
- Krankenhausmuseum Nürnberg, Nürnberg
- Apothekenmuseum Oerlinghausen
- Alte Apotheke Ottweiler, Außenstelle des Stadtmuseums Ottweiler
- Apothekenmuseum Radolfzell, als Teil des Stadtmuseums in ehemaliger Stadtapotheke Radolfzell
- Medizin- und Apothekenmuseum Rhede, Rhede, zurzeit (Stand 2022) wegen Umbau geschlossen
- Apothekenmuseum Rheine, Sammlung Planckermann, Rheine
- Apothekenmuseum Schiltach, Schiltach
- Das kleine Apothekenmuseum Schonungen, in noch aktiver Apotheke, Schonungen
- Apothekenmuseum Schwaan, „De olle Apteik“ am Markt, Schwaan bei Rostock
- Abteilung Rheinisch-Bergischer Apotheken im Bergischen Museum Schloss Burg an der Wupper, Solingen (seit Ende 2015 nicht mehr zugänglich)
- Rheinisches Medizin- und Pharmaziemuseum Stolberg, pharmaziehistorische Sammlung, Stolberg (Rheinland)
- Museum Alte Hofapotheke Sulzbach-Rosenberg, am Marktplatz zwischen Residenzschloss und Rathaus, Sulzbach
- Ehemaliges Museum Sonnenplatz-Apotheke, Tauberbischofsheim (geschlossen, Einrichtung seit 2019 im Apothekenmuseum Dortmund)
- Apothekenmuseum Weißenburg, Weißenburg
- Apothekenmuseum Wolmirstedt, in noch aktiver Adler-Apotheke Wolmirstedt

### Italien
- Pharmaziemuseum Brixen, Südtirol
- Museo del Laboratorio Farmaceutico Foletto, historische Apotheke und Museum in Pieve di Ledro
- Farmacia di Santa Maria Novella, historische Klosterapotheke der Dominikaner in Florenz, heute teilweise Parfümerie

### Kuba
- Museo Farmacia Taquechel, historische Apotheke in Havanna
- Farmacia La Réunion, historische Apotheke, Havanna
- Drogueria Johnson, historische Apotheke mit parallel noch laufendem Apothekenbetrieb, Havanna

### Litauen
- Apothekenmuseum Viekšniai, Rajon Mažeikiai
- Entafarma-Museum, Vilnius

### Österreich
- Apothekenmuseum im Innenhof des Palais Khuenburg, Teil des GrazMuseums, Graz
- Adler-Apotheke Graz, Privatmuseum, zugänglich auf Anfrage mit Führung, Graz
- Privates Apothekenmuseum Winkler, 1. Stock über noch aktiver Apotheke, zugänglich auf Anfrage mit Termin, Innsbruck
- Apothekenmuseum Mauthausen, Mauthausen
- Alte Fürsterzbischöfliche Hofapotheke Salzburg, Museumsraum mit Inventar des 18. Jh., hinter noch aktiver Apotheke, zugänglich auf Anfrage mit Termin, Salzburg
- Pharma- und Drogistenmuseum Wien, Wien

### Polen
- Muzeum Farmacji im. mgr Antoniny Leśniewskiej, Warschau
- Muzeum Farmacji Collegium Medicum Uniwersytetu Jagiellońskiego, Krakau

### Portugal
- Museu da Farmácia, Lissabon

### Rumänien
- Apothekenmuseum Brukenthal, Hermannstadt
- Historisches Apothekenmuseum im rumänischen Ort Klausenburg, siehe Mauksch-Hintz-Haus

### Schweiz
- Pharmaziemuseum der Universität Basel, Basel
- Historisches Archiv der F.Hoffman-La Roche AG, Basel
- Bernisches Historisches Museum, Bern
- Haus zum Goldenen Leuen, Diessenhofen
- Medizinmuseum der Universität Zürich, Zürich

### Spanien
- Farmàcia Esteve, Llívia
- Botica de los Ximeno, Peñaranda de Duero
- Ermita del Santo Cristo de los Remedios, in der Sakristei, historische Apotheke von Briones
- Antigua Farmacia (Jerez de la Frontera), im Alcazár dieser Stadt in Andalusien

### Tschechien
- Barockapotheke „Zum Weißen Einhorn“, Klattau

### Ungarn
- Arany Egyszarvú Patikamúzeum, Kőszeg
- Goldener Adler, Budapest[1]